# The Second World
The Second World è un videogioco strategico a turni e gestionale pubblicato nel 1990 per i computer Amiga, Atari ST, Commodore 64 e MS-DOS dall'editrice tedesca Magic Bytes. Consiste nella gestione di uno Stato su un altro pianeta colonizzato dall'uomo per ottenere il predominio sugli altri Stati. Il gioco risulta pubblicato soltanto in tedesco, sebbene il retro della confezione sia multilingua ed esista un adattamento non ufficiale in inglese per Commodore 64.

## Trama
La Terra è in grave crisi per l'esaurimento delle risorse, mentre nel 2011 è stato scoperto un pianeta simile e adatto alla colonizzazione, detto il "secondo mondo". Sono stati quindi fondati insediamenti su un piccolo continente abitabile (ampio circa 20.000 km² secondo il manuale). Nel 2030 si sono persi i contatti con la Terra. La colonia si sostiene con l'agricoltura ed è in condizioni povere e non industrializzate, mentre il governo è diviso in più Stati controllati da capi senza scrupoli, in competizione per la supremazia politica ed economica.

## Modalità di gioco
Possono competere fino a 4 giocatori umani o controllati dal computer. Il gioco si svolge su un'isola suddivisa in 20 territori e inizialmente ogni giocatore ne controlla due. L'azione è a turni di tre mesi e il controllo avviene tramite un menù principale a icone e vari sottomenù, non tutti subito disponibili, ma abilitati man mano che si acquisisce potere. Molte delle informazioni a cui si accede sono in forma testuale. Si utilizzano la tastiera o il mouse; nel caso del Commodore 64 il puntatore è mosso dal joystick.
Ogni territorio ha varie statistiche, tra cui la quantità di popolazione, il suo livello di benessere e lo spazio occupabile dall'agricoltura e dalle strutture. Si utilizza una valuta per gli scambi e si producono e commerciano varie risorse alimentari. Si possono costruire strutture come caserme, fabbriche, ospedali o magazzini, per aumentare il rendimento o altre capacità del territorio, ma ogni struttura richiede spazio e popolazione lavoratrice, che vengono sottratti all'agricoltura. La tassazione è regolabile e influisce anch'essa sulle condizioni di vita degli abitanti, che possono anche spingerli a emigrare.
Nuovi territori possono essere acquistati dalla banca o da altri giocatori. C'è la possibilità di armare eserciti e dichiarare guerra, ma ha in genere effetti negativi e si usano spesso altri mezzi politici. Contro gli avversari si possono inviare agenti segreti specializzati in particolari compiti: sabotatori, ladri, sicari (per eliminare i governanti e i loro potenziali successori; ci si difende mantenendo guardie del corpo), liberatori di agenti prigionieri, commando per fomentare rivolte.
La vittoria si può ottenere con il controllo di 15 territori, l'eliminazione di tutti gli avversari, o il raggiungimento di un dato punteggio che rappresenta il predominio politico ed economico. La partita tuttavia può anche finire con la morte dei capi di tutte le fazioni senza lasciare successori. C'è la possibilità di salvataggio della partita.